# The Shack
The Shack is een Amerikaanse film die in 2017 uitkwam. De film is gebaseerd op het gelijknamige boek dat in 2007 verscheen van de hand van William P. Young. In Nederland verscheen het boek onder de titel De uitnodiging. Het boek stond vanaf halverwege juni 2008 tot begin 2010 bovenaan in de New York Times-bestsellerlijst in de categorie fictie. De film werd geregisseerd door Stuart Hazeldine en het script werd geschreven door John Fusco

## Verhaal
De film draait om Mackenzie "Mack" Phillips die als kind door zijn vader werd geslagen. Zijn moeder onderging hetzelfde lot. Hij vergiftigde vervolgens zijn vader met strychnine. Of zijn vader daaraan overleed wordt niet geheel duidelijk, maar de suggestie wordt gewekt van wel.
Als volwassene heeft Mack zijn leven aardig op de rit, vooral dankzij zijn vrouw Nan. Zij hebben samen drie kinderen: Kate, Josh en Missy. Het leven van het gezin valt in duigen wanneer tijdens een kampeertrip Missy wordt ontvoerd en het slachtoffer blijkt te zijn van een seriemoordenaar. Alleen haar jurk wordt teruggevonden. Mack is in de periode daarna overmand door verdriet en heeft weinig aandacht voor de rest van zijn gezin.
Mack worstelt met zijn geloof in God. Op een dag ontvangt hij een brief waarin Papa – de naam die Nan en Missy gebruik(t)en voor God – hem uitnodigt een bezoek te brengen aan de hut waar de jurk van Missy is gevonden. Mack denkt in eerste instantie dat iemand een grap met hem uithaalt, maar besluit uiteindelijk toch te gaan. Hij houdt rekening met de mogelijkheid dat de moordenaar van Missy achter de brief zit en het op hem gemunt heeft.
Als Mack bij de hut aankomt is deze verlaten. Hij is overmand door verdriet en frustratie. Op het moment dat hij wil terugkeren ontmoet hij drie individuen die hem uitnodigen in een mooi, gezellig huisje te verblijven. De drie personen blijken God, Jezus en de Heilige Geest te zijn. In de film is God een zwarte vrouw. Op deze manier houdt God rekening met het verleden van Mack, omdat hij er niet mee om zou kunnen gaan als God zich als vader liet zien.
In het vervolg van de film helpt het trio Mack op de dingen vanuit een breder en hoger perspectief te bekijken. Zo wordt hij geconfronteerd met zijn eigen neiging om over iedereen die op zijn weg komt een oordeel te vellen. Vanuit daar wordt een weg ingeleid die leidt tot heling en vergeving van  de dader, en van zichzelf omdat hij Missy had laten ontvoeren.
In het laatste deel van de film keert Mack naar huis terug, maar wordt aangereden door een truck. Hij wordt een aantal dagen later wakker in het ziekenhuis, waar hem wordt verteld dat het ongeluk op de heenweg plaatsvond en dat hij de hut nooit heeft bereikt. Mack is echter overtuigd van zijn eigen gelijk en wordt geloofd door zijn vrouw. In de laatste minuten wordt getoond wat de gevolgen van de gebeurtenis zijn voor Mack en zijn gezin.

## Cast
- Sam Worthington als Mackenzie "Mack" Phillips
- Carson Reaume als Young Mack
- Octavia Spencer als vrouwelijke Papa
- Graham Greene als mannelijke Papa
- Radha Mitchell als Nan Phillips
- Aviv Alush als Jezus
- Sumire Matsubara als Sarayu, oftewel de Heilige Geest
- Tim McGraw als Willie
- Alice Braga als Sophia
- Megan Charpentier als Kate Phillips
- Gage Munroe als Josh Phillips
- Amélie Eve als Missy Phillips
- Ryan Robbins als Emil Ducette